# Dismorphia teresa
Dismorphia teresa is een vlindersoort uit de familie van de Pieridae (witjes), onderfamilie Dismorphiinae.
Dismorphia teresa werd in 1869 beschreven door Hewitson.